# Кайнар (Жанасемейский район)
Кайнар (каз. Қайнар) — село в Жанасемейском районе Абайской области Казахстана. Административный центр Карауленского сельского округа. Код КАТО — 632855100.

## Население
В 1999 году население села составляло 2404 человека (1225 мужчин и 1179 женщин). По данным переписи 2009 года, в селе проживало 1888 человек (941 мужчина и 947 женщин).
Известные уроженцы
Детский писатель Сапаргали  Бегалин
Певец Кашаубаев, Амре
Писатель Сарсекеев, Медеу Сапаулы